# Lester Vallis Lester-Garland
Lester Vallis Lester-Garland ( * 1860 - 1944 ) fue un escritor, botánico británico. Enseñó botánica en el University College School, Londres.

## Algunas publicaciones
- Mousses de la Suisse

- 1934. The idea of the supernatural

### Libros
- 1896. A memoir of Hugo Daniel Harper: late principal of Jesus College, Oxford, and for many years head-master of Sherborne School, Dorset. Ed. Longmans, Green, & Co. 232 pp.
- 1903. A flora of the islands of Jersey: with a list of the plants of the Channel Islands in general, and remarks upon their distribution and geographical affinities. Ed. West, Newman. 205 pp. ISBN 1-4369-2896-6
- 1933. The religious philosophy of Baron F. von Hügel. Ed. E.P. Dutton & Co. 115 pp.

## Honores
Fue elegido miembro de la Royal Society
- La abreviatura «Lest.-Garl.» se emplea para indicar a Lester Vallis Lester-Garland como autoridad en la descripción y clasificación científica de los vegetales.[2]